# Гелетина

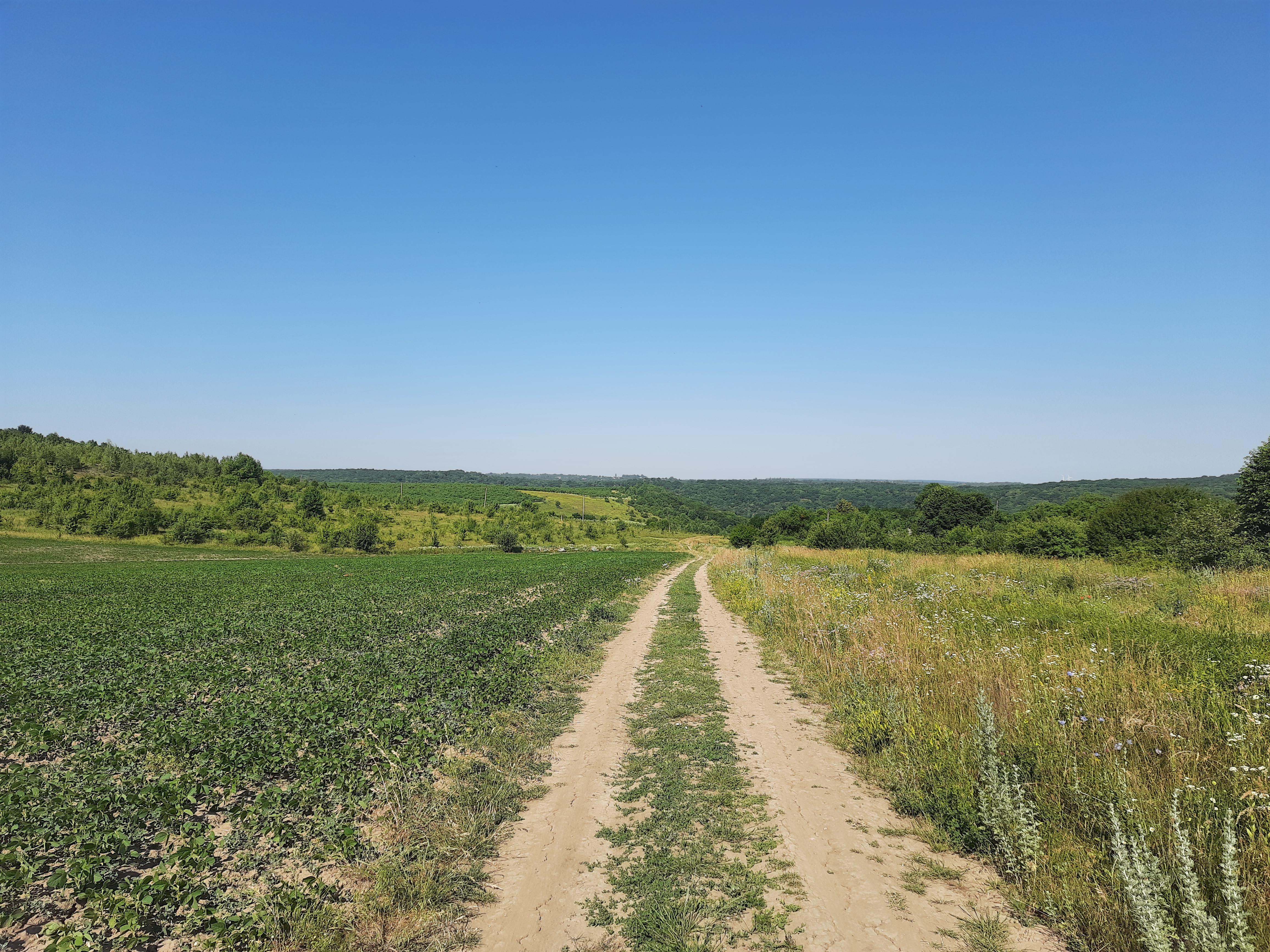
Дорога в село

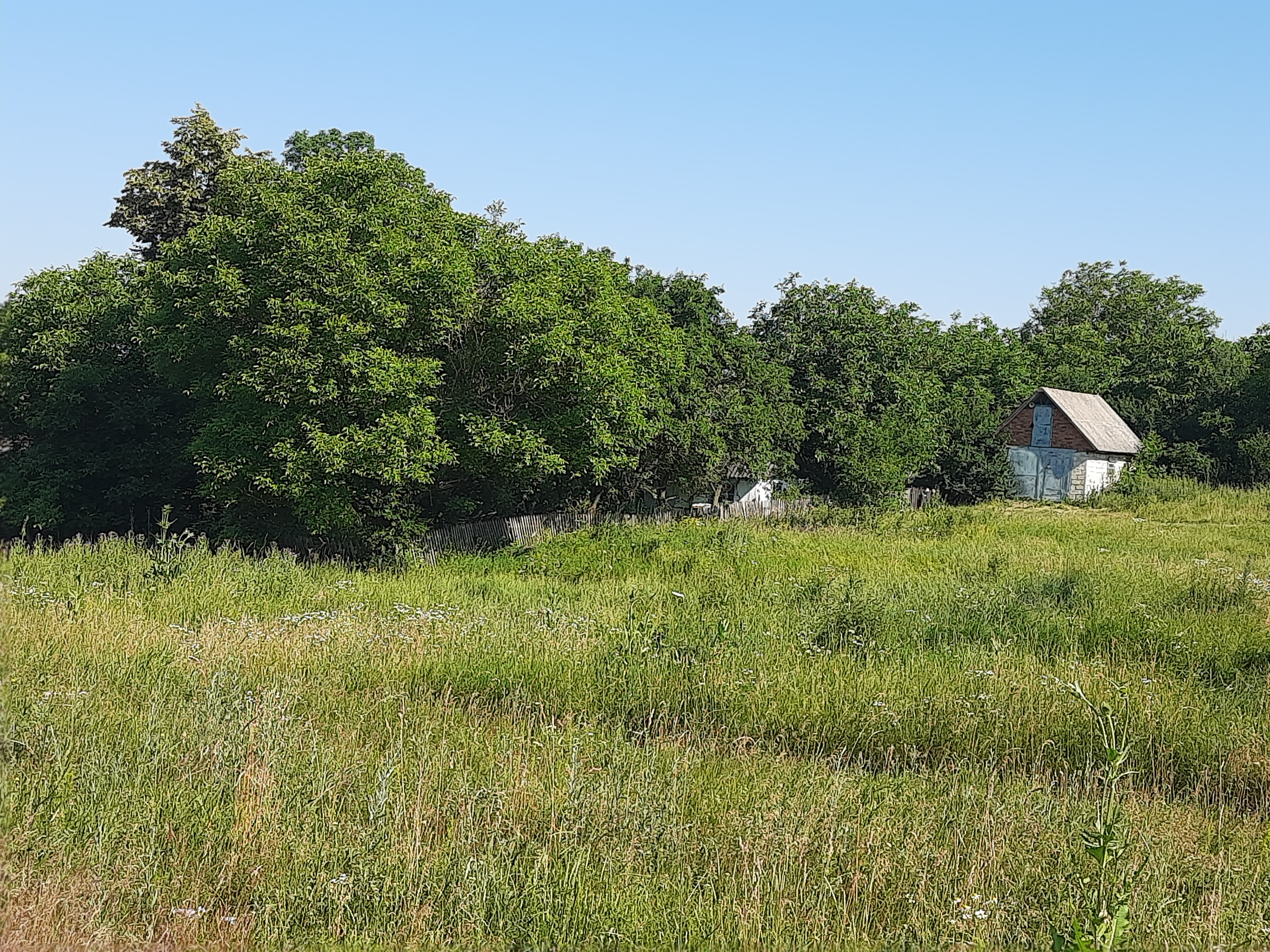
Сільський краєвид

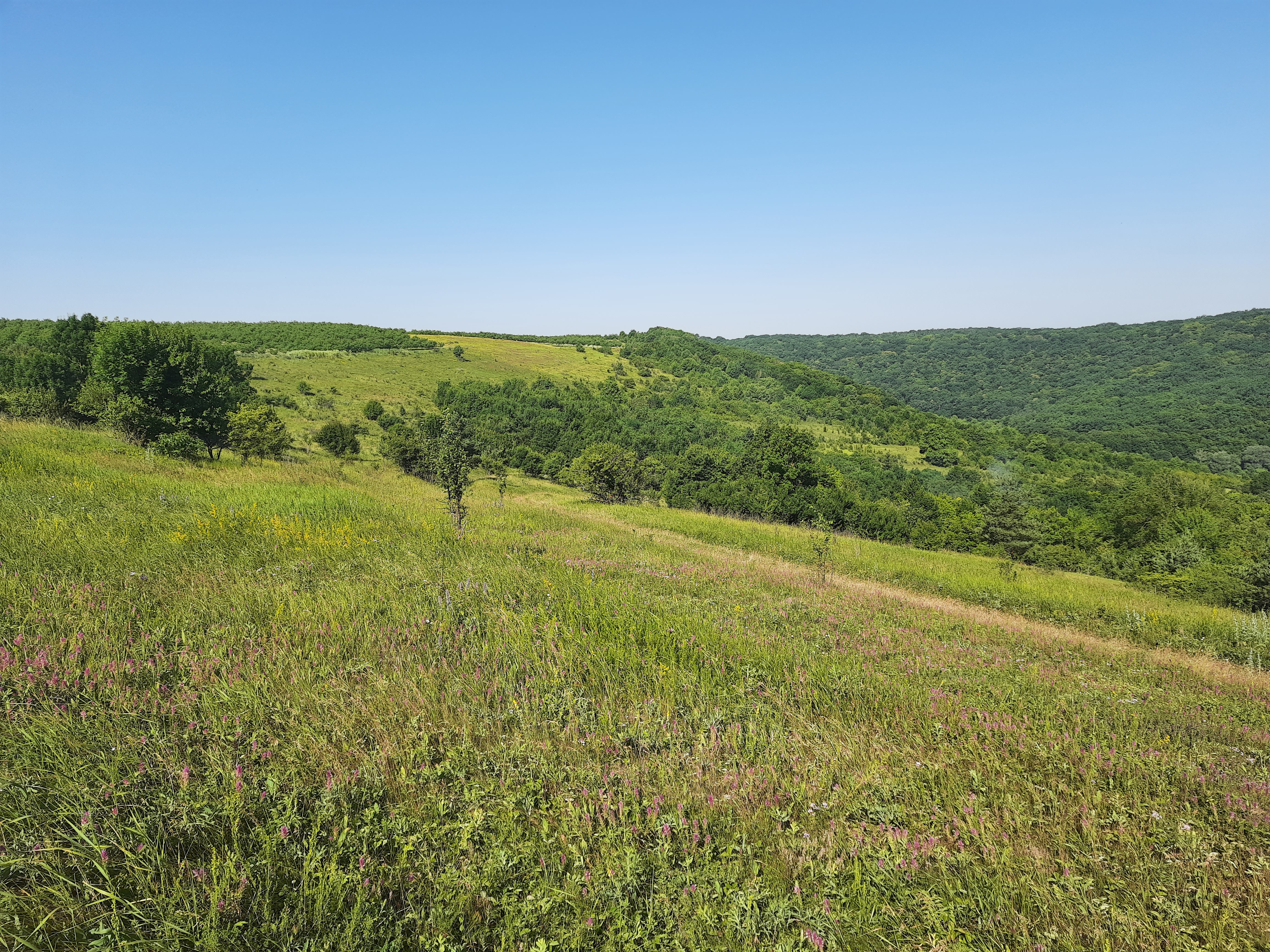
Краєвид біля села Гелетина

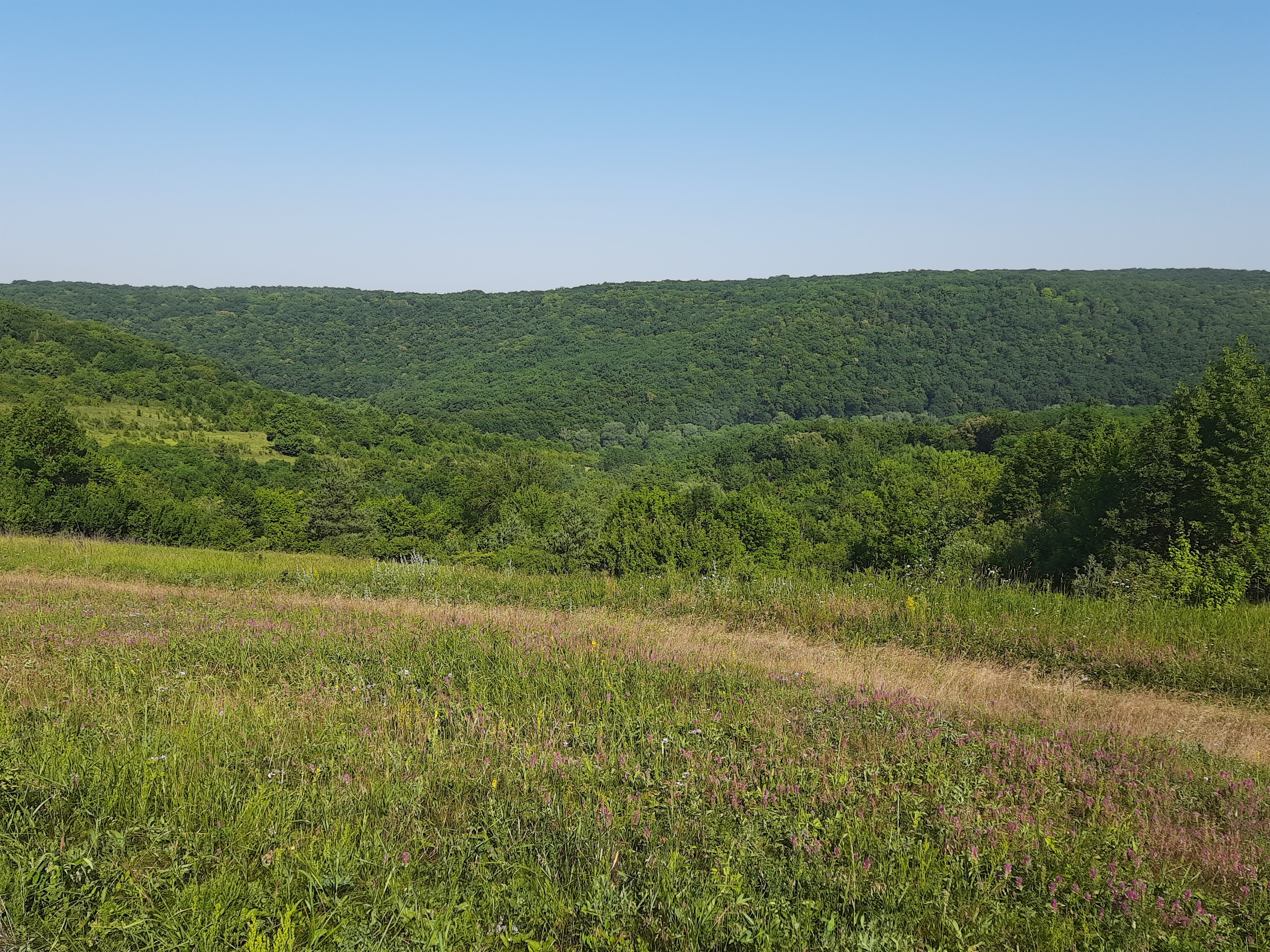
Краєвид біля села

Геле́тина — село в Україні, у Китайгородській сільській територіальній громаді Кам'янець-Подільського району Хмельницької області.

## Назва
Назва, швидше за все, походить від слова «гелетка». Це велике дерев'яне відро для годування коней або худоби.

## Географія
Подільське село Гелетина розміщене в межах смуги простягання Товтрового кряжу в долині річки Тернава.

### Клімат
Гелетина знаходяться в межах вологого континентального клімату із теплим літом. За рахунок відсутності людей, природа повертає своє, погорби засіються само-насадження, відновлюються екосистеми та лісові насадження.

## Історія
Перша згадка про Гелетину припадає на 1718 рік.
Переказують:
| | \| Йшли лісом двоє чоловіків та й сіли відпочити на кам'яну плиту, — розповідає уродженка Гелетини Яніна Білик. — Та й один з них каже: «Тут має бути село, скажи першу букву». Той сказав «Г». «Воно називатиметься Гелетина», — ствердив перший. \| |
| Йшли лісом двоє чоловіків та й сіли відпочити на кам'яну плиту, — розповідає уродженка Гелетини Яніна Білик. — Та й один з них каже: «Тут має бути село, скажи першу букву». Той сказав «Г». «Воно називатиметься Гелетина», — ствердив перший. | |

За іншими переказами, село заснували брати Комарніцькі, які на цьому місці вирубали ліс. В Гелетині прізвище «Комарніцький» було дуже поширеним.
В 1905 році зафіксована назва «Гелетинці».
Внаслідок поразки визвольних змагань на початку XX століття, село надовго окуповане російсько-більшовицькими загарбниками.
Радянська окупація принесла колективізацію та розкуркулення, мешканці села зазнали репресій.
У 1930-і звичайних неписьменних конюхів, згідно із записами КДБ, засуджували за контрреволюційну діяльність. Чимало мешканців виселели за межі України як «соціально небезпечних елементів». Непросто було жителям і в часи Голодомору, і під час Другої світової війни, коли чимало молоді відправили до Німеччини.
| | \| «Пам'ятаю, як тут ходили німці». — розповідає Марія Жуховська. — Згодом неподалік від села відбувся бій, де їх розбили радянські війська. Досі згадую, як наші воїни ішли вулицею, співаючи: «Мать сыночка не найдет, а жена мужа найдет другого». \| |
| «Пам'ятаю, як тут ходили німці». — розповідає Марія Жуховська. — Згодом неподалік від села відбувся бій, де їх розбили радянські війська. Досі згадую, як наші воїни ішли вулицею, співаючи: «Мать сыночка не найдет, а жена мужа найдет другого». | |

З двох боків від Гелетини були ще два менші села: вище за течією «Тернави» — Кордон (12 дворів), від якого нині не залишилося нічого, та «Гуцули» (16 дворів і понад 100 мешканців!), засновані вихідцями з Івано-Франківщини. В «Гуцулах» був водяний млин, до якого свого часу стояли черги. Сьогодні від нього залишилася лише будівля, а хутір «Гуцули», який 1967 р. документально об'єднали з Гелетиною, тепер нараховує тільки два подвір'я, які власники використовують як дачні ділянки.
З 1991 року в складі незалежної України.
13 серпня 2015 року шляхом об'єднання Дерев'янської, Калачковецької, Китайгородської та Колодіївської сільських рад село увійшло до Китайгородської сільської громади. Об'єднання в громаду має створити умови для формування ефективної і відповідальної місцевої влади, яка зможе забезпечити комфортне та безпечне середовище для проживання людей.
У селі ніхто не проживає, але через те, що у зареєстрованих господарствах є спадкоємці, такі села не зникаю з карти та офіційних документів. По всій країні таких мертвих сіл сотні, якщо не більше. Державні структури досить погано працюють в цьому напрямку, одні поселення потрібно вивести з реєстрів, через відсутність мешканців, інші, особливо коло великих міст, перевести у вищі категорії населених пунктів.

### Кіно
1986 рік став пам'ятним для села Гелетина. Сюди приїхали режисер Юрій Іллєнко, актори Лесь Сердюк, Ніна Матвієнко, Михайло Голубович, Борис Галкін, Ольга Сумська та інші для зйомок фільму «У синьому небі висію ліс», який згодом перейменували на «Солом'яні дзвони».
Гелетину обрали не лише через гарні краєвиди — в селі на той час збереглося ще багато хат під солом'яними дахами, які були потрібні для зйомок. Причому солом'яні хати в стрічці мали палати вогнем, тому в мешканців творці фільму їх викуповували. Власники хат, вочевидь, були зовсім не проти, переселяючись до села Дерев'яне.
Приїзд «кіношників» приніс зиск Гелетині і в економічному плані, адже вони посипали дороги, збудували міст, тощо. Були й курйози, коли для зйомок у місцевих жителів позичили козу, яка так-сяк відіграла роль і незабаром здохла від переляку. Ще одна неприємність трапилася із вовком, якого взяли із зоопарку. Сірий утік до лісу, але, на щастя, через декілька днів його вдалося зловити. Брали участь у зйомках і чимало кролів, котрі грали роль — зайців, на яких полювали фашисти. Запрошували для участі в масовках і місцевих жителів, котрі отримували за це по 5-8 рублів. Сам же фільм популярності не здобув, хоча й заслуговує на увагу.
А через 5 років велике кіно знову повернулося до Гелетини: тут знімали деякі епізоди фільму Віктора Семаніва «Тримайся, козаче!», який хоч і був мало-бюджетним, зате став досить відомим і досі час від часу з'являється на телеекрані.

## Населення
За переписом населення України 2001 року в селі мешкало 23 особи.
У 2012 році Гелетині проживає лише кілька постійних мешканців, трохи більше - сезонних.
Станом на 2020 рік населення становить 0 осіб.

### Мова
У селі були поширені західноподільська говірка та південноподільська говірка, що відносяться до подільського говору, який належить до південно-західного наріччя.
100 % населення вказало своєю рідною мовою українську мову за даними перепису 2001 року.

## Пам'ятки
Цікаву історію має хрест, встановлений під лісом між Гелетиною та Гуцулами на честь католицького священика Яна Вишневецького, який тут помер у 1770 році від тифу. В місцевих жителів склалася традиція: під час посухи ходити молитися до цього пам'ятника, щоб пішов дощ. У 2017 році на місці могили встановили новий хрест.

## Відомі люди

### Проживали, перебували
- Сердюк Лесь Олександрович — український актор, 1986 року знімався поблизу села у фільмі «Солом'яні дзвони».
- Матвієнко Ніна Митрофанівна — українська співачка та акторка, 1986 року знімалася поблизу села у фільмі «Солом'яні дзвони».
- Сумська Ольга В'ячеславівна — українська акторка та телеведуча, 1986 року знімалася поблизу села у фільмі «Солом'яні дзвони».
- Єфименко Людмила Пилипівна — українська акторка кіно, кінорежисер, 1986 року знімалася поблизу села у фільмі «Солом'яні дзвони».
- Булгакова Майя Григорівна — акторка театру і кіно, 1986 року знімалася поблизу села у ролі Меланки у фільмі «Солом'яні дзвони».

## Охорона природи
Село лежить у межах національного природного парку «Подільські Товтри». Між селами Княжполем і Гелетиною розташований ландшафтний заказник Княжпільський.
Навколо грабово-дубово-букові ліси. Також на стінках Тернави ще збереглася природна степова рослинність. Неподалік зростає чимала кількість заповідних рослин, у тому числі сон-трава.
З диких тварин досить часто трапляються лисиця, куниця, тхір, ласка тощо. В останні роки різко зростає кількість особин кабана дикого. Звичною для території є і сарна європейська (козуля). Активно територію заселяють зайці, їжаки, полівки, миші.
У вапняковому кар'єрі й досі можна натрапити на скам'янілих тварин, переважно молюсків. Колись у Гелетині навіть знаходили бивні мамонта, які учені одразу забрали до Києва.